# 蟹江栄司
蟹江 栄司（かにえ えいじ、1941年〈昭和16年〉11月21日 - 1985年〈昭和60年〉10月13日）は、日本の声優、俳優、ナレーター。東京府東京市（現：東京都江東区）出身。青二プロダクションに所属していた。

## 来歴・生涯
東京電機大学高等学校卒業後、喫茶店のボーイや花屋の店員などを経て、30歳より声優に転向。アニメでのデビューは 『少年徳川家康』。東京アナウンスアカデミー（現：東京アナウンス・声優アカデミー）卒。楡プロダクションを経て最後は青二プロダクションに所属していた。数々のアニメで重要な役柄を演じた他、深夜ラジオ番組のDJやパーソナリティー、バンダイやポピーなどの玩具会社をはじめとする数多くのCMや、テレビアニメのナレーターや洋画の吹き替えを務めた。特にCMに関しては最盛期には月に60本も請け負っていたという。
1985年10月2日、東京都港区のスポーツジムでトレーニング中に突然倒れ、東京都渋谷区恵比寿にある東京都立広尾病院に運ばれたが意識は戻らず、同年10月13日に急性クモ膜下出血により43歳で死去。

## 人物
『キン肉マン』ではラーメンマンを演じていたが、プロデューサーの田宮武によると、『キン肉マン』を今日の人気番組・人気映画に盛り立ててくれた最大の功労者だったと語る。劇場用のアフレコの後東京都新宿区北新宿の居酒屋で皆で一杯やっていた時など、一番の大きな声で喋り、少しエッチなことを言って皆を笑わせていた。時にはいつも大事に持っていた当時幼かった娘の写真を見せてくれたり、とても優しいパパだったと田宮は語る。死去から2週間後の1985年10月27日、『キン肉マン』第110話Aパートのサブタイトルが「ラーメンマンは死なず! の巻」に急遽変更されて放送された。スタッフによると最後のラーメンマン（同時期にキン肉マンの師プリンス・カメハメも担当していた）を演じた蟹江に対する追悼の意をこめたサブタイトルだという。また、この日は蟹江の告別式が営まれた日でもあった。
特技はスペイン語、スペイン舞踊。
フラメンコが得意だった。
常日頃からトレーニングジムに通って体を鍛えていた。
大の子供好きであり、仕事休みには近所の公園で当時小学生の息子、幼稚園入園前の娘と遊んでいる姿を目撃されていた。仕事で多忙の中でも、小学校のPTA会長も務めていた。死後も東京都大田区久が原二丁目にある自宅によく、息子の友人たちが「ラーメンマンのおじさんに」と、焼香へ訪れることが多かったという。

## 後任
蟹江の死後、持ち役・ナレーションを引き継いだ人物は以下の通り。
| 後任       | 役名                   | 概要作品                          | 後任の初担当作品                        |
| ---------- | ---------------------- | --------------------------------- | --------------------------------------- |
| 銀河万丈   | ラーメンマン           | 『キン肉マン』                    | 第130話                                 |
| 小野健一   | ラーメンマン           | 『キン肉マン』                    | 『キン肉マンII世』                      |
| 佐藤正治   | 初代キン肉マングレート | 『キン肉マン』                    | 『キン肉マン ジェネレーションズ』       |
| 東條大輔   | マダラ                 | 『北斗の拳』                      | 『北斗の拳 世紀末救世主伝説』           |
| 田中大文   | ジード                 | 『北斗の拳』                      | 『北斗の拳 世紀末救世主伝説』           |
| 柴田秀勝   | ジード                 | 『北斗の拳』                      | 『劇場版北斗の拳』                      |
| 石塚堅     | ジード                 | 『北斗の拳』                      | 『パンチマニア 北斗の拳』               |
| 木村雅史   | デビルリバース         | 『北斗の拳』                      | 『パンチマニア 北斗の拳』               |
| 今村直樹   | デビルリバース         | 『北斗の拳』                      | 『北斗の拳 世紀末救世主伝説』           |
| 大友龍三郎 | フラナガン・ブーン     | 『機動戦士ガンダムII 哀・戦士編』 | 『機動戦士ガンダム ギレンの野望』       |
| 大友龍三郎 | ブリタイ・クリダニク   | 『超時空要塞マクロス』            | 『スーパーロボット大戦α』               |
| 大塚明夫   | ブリタイ・クリダニク   | 『超時空要塞マクロス』            | 『超時空要塞マクロス2036』              |
| 玄田哲章   | ブリタイ・クリダニク   | 『超時空要塞マクロス』            | 『超時空要塞マクロス 永遠のラヴソング』 |
| 岡部政明   | ナレーション           | 『六神合体ゴッドマーズ』          | 『六神合体ゴッドマーズ 十七歳の伝説』   |

## 出演

### テレビドラマ
- どてらい男（1973年、関西テレビ）
- ウルトラマン80（1980年、TBS）第1話の予告ナレーター
- 太陽戦隊サンバルカン（1981年、テレビ朝日）サンバルカンロボの声
- うちの子にかぎって… パート2（1985年、TBS）

### 舞台
- Symphonic Drama 火の鳥 黎明編（1979年）ニニギ

### テレビアニメ
1975年
- 少年徳川家康（大久保忠俊）

1978年
- ヤッターマン（スパルタオス）

1979年
- ザ☆ウルトラマン（1979年 - 1980年、ナレーター）

1980年
- 宇宙戦士バルディオス（移民局長）
- タイムパトロール隊オタスケマン（ベートーベン）
- 鉄腕アトム (アニメ第2作)（オーディン）
- 伝説巨神イデオン（1980年 - 1981年、ギンドロ・ジンム）
- トム・ソーヤーの冒険（インジャン・ジョー〈初代〉）

1981年
- 宇宙戦艦ヤマトIII（グスタフ）
- 怪物くん（ミイラ男、マイホ・ムー、マスクフェレス）
- 太陽の牙ダグラム（フォン・シュタイン大佐）
- 六神合体ゴッドマーズ（1981年 - 1982年、ナレーター）

1982年
- おちゃめ神物語コロコロポロン（ガンタクロス）
- 銀河旋風ブライガー（シュミット・ゲーリン）
- 銀河烈風バクシンガー（ノエル・ノーチェ）
- 超時空要塞マクロス（ブリタイ・クリダニク）
- ぼくパタリロ!
- わが青春のアルカディア 無限軌道SSX（ハンマーレス）
- 機甲艦隊ダイラガーXV（ソクラット・テス）

1983年
- ストップ!! ひばりくん!（玉城）
- キン肉マン（1983年 - 1985年、ラーメンマン / モンゴルマン、スペシャルマン、ドーロ・フレアース、カメハメ / キン肉マングレート〈初代〉 他）
- 光速電神アルベガス（水木教授、総統アザス、ナレーター）
- 銀河疾風サスライガー（ブラディ・ゴッド）
- スペースコブラ
- 特装機兵ドルバック（ゼラー）

1984年
- キャッツ♥アイ
- キン肉マン 決戦!!7人の超人VS宇宙野武士（ラーメンマン）
- 北斗の拳（Zの頭、デビル・リバース）
- 宗谷物語（天谷艦長）
- ビデオ戦士レザリオン（ゴッドハイド博士、香取研介、ジャーク大帝、怪僧バンズ、ベンガジ将軍）

1985年
- ダーティペア（ナレーション）
- ドラえもん（ニホンオオカミ）
- 夢戦士ウイングマン（ゴーストリメル）

### 劇場アニメ
1981年
- 機動戦士ガンダムII 哀・戦士編（ブーン）

1982年
- 六神合体ゴッドマーズ（ナレーター）
- わが青春のアルカディア

1983年
- ドキュメント 太陽の牙ダグラム（フォンシュタイン）

1984年
- SF新世紀レンズマン（ナレーション）
- キン肉マン 奪われたチャンピオンベルト（ラーメンマン）
- キン肉マン 大暴れ!正義超人（ラーメンマン）
- 超時空要塞マクロス 愛・おぼえていますか（ブリタイ7018）

1985年
- キン肉マン 正義超人vs古代超人（ラーメンマン）
- キン肉マン 逆襲!宇宙かくれ超人（ラーメンマン）

### OVA
- 超時空要塞マクロス Flash Back 2012（1987年、ブリタイ）

### ゲーム
- マクロス -Shooting Insight-（2023年、ブリタイ7018[23]）

### 吹き替え

#### 洋画
- 悪魔のいけにえ（アナウンサー）※東京12チャンネル版
- 地獄の戦線（ブランドン〈チャールズ・ドレイク〉）※東京12チャンネル版
- 少林寺（ヒゲ）※日本テレビ版
- 続・夕陽のガンマン
- 007 死ぬのは奴らだ（サメディ男爵〈ジェフリー・ホールダー〉）※TBS旧録版
- タワーリング・インフェルノ（カルロス〈グレゴリー・シエラ〉）※フジテレビ版（日本語吹替音声追加収録版BDに収録）
- チャトズ・ランド（チャト〈チャールズ・ブロンソン〉）※TBS版
- ナイトホークス（ムナフォ〈ジョー・スピネル〉）※フジテレビ版
- ナバロンの嵐（ドラザック〈リチャード・キール〉）※フジテレビ版
- ブラニガン（ベン・ラーキン〈ジョン・ヴァーノン〉）
- プロフェッショナル（ジェイク・シャープ〈ウディ・ストロード〉）※テレビ朝日版
- ポルターガイスト（Mr.ティーグ〈ジェームズ・カレン〉）※フジテレビ版
- マッケンナの黄金 ※テレビ朝日版

#### 海外ドラマ
- 宇宙空母ギャラクチカ（レッド・アイ、サイロンロボット）
- 刑事コジャック
- シャーロック・ホームズの冒険 第12話「赤髪連盟」
- 特捜班CI-5（ニック・ブリンブル）

#### 人形劇
- 地球防衛軍テラホークス ナレーター ※NHK版、第8話まで

### ラジオ
- ミッドナイト・パートナー（北海道放送）※水曜・土曜を担当
- レッツ・ゴー歌謡曲（中部日本放送）※水曜・木曜を担当

### ナレーション
- 月曜ロードショー（予告ナレーション）
- 刑事スタスキー&ハッチ（オープニングナレーション）

### CMナレーション
- アートネイチャー（1970〜1980年代）
- 上野精養軒
- ゼブラ ハイ・マッキー「角芯付き」（1976年）
- 富士フイルム (当時：富士写真フイルム)  FUJI CASSETTE Rangeシリーズ（1977年）
- 日立 日立マーク5 見聞録「ラジオとテレビの違い」ラジオCM（1978年、出演・綾小路きみまろ）
- 資生堂 タクティクス「電話/バーボン/非常階段」ラジオCM（1978年）
- ACジャパン（当時：公共広告機構）「あの街角まで、あの電柱まで編」、「全レース棄権ゼロ編」、「すててはいけない君の人生編」（出演・君原健二）
- 角川文庫 「ポケットの中の角川文庫編」
- ガンダムチョコレート（森永製菓）
- ガンダムプラモデルシリーズ（バンダイ）
- キャスター（日本専売公社）
- サントリー サントリー角瓶「あの頃はラジオ」ラジオCM（1980年）
- ゴジラ1983 復活フェスティバル ※予告編
- コダック『ディスクカメラ』（1982年）
- シンガポール航空
- 小学館 写楽「サウンド・チャレンジ」ラジオCM（1982年）
- 小学館 日本大百科全書「お母さんの口ぐせ」ラジオCM（1984年）
- 小学館 写楽「天ぷらと雨」ラジオCM（1985年）
- 江崎グリコ カリッポ「インタビュー編」ラジオCM（1983年、出演・榊原郁恵）
- スカイライン（日産自動車）
- ダイナマン コーンスナック（東鳩〈現・東ハト〉）
- トリスウィスキー「トリスポケット瓶 みなみらんぼうのウイスキーの小瓶篇」 ※ラジオCM
- バンダイ 超合金シリーズ、ポピニカ、くるくるてれび、他多数（ポピー、バンダイ）
- マシンロボシリーズ（初期）
- ハイコンプリートモデル（バンダイ）
- バイファムプラモデル（バンダイ）
- リアルゴールド「役者バカ篇（藤岡弘）」「カメラバカ篇（立木義浩）」
- Lo-D（日立製作所）
- シントミゴルフ
- 映画「スペースバンパイア」（1985年8月10日 日本公開）

### その他
- キン肉マン 超人大全集（セリフ）
  - カンフーファイター（ラーメンマンのテーマ）
  - アジアの狼（モンゴルマンのテーマ）
  - 偉大な魂（キン肉マングレートのテーマ）
- ゴジラ「メイキング・オブ・ゴジラ」（ナレーター）
- ビデオ図鑑 日本の野鳥 上・下（ナレーター）